# Adenomera engelsi
Espèce
Synonymes
- Leptodactylus engelsi (Kwet, Steiner & Zillikens, 2009)

Adenomera engelsi est une espèce d'amphibiens de la famille des Leptodactylidae.

## Répartition
Cette espèce est endémique de l'État de Santa Catarina au Brésil. Elle se rencontre du niveau de la mer à 900 m d'altitude sur l'île de Santa Catarina et sur le continent dans les régions de Florianópolis et dans le sud de la Vallée du rio Itajaí.

## Étymologie
Cette espèce est nommée en l'honneur de Wolf Engels.

## Publication originale
- Kwet, Steiner & Zillikens, 2009 : A new species of Adenomera (Amphibia: Anura: Leptodactylidae) from the Atlantic rain forest in Santa Catarina, southern Brazil. Studies on Neotropical Fauna and Environment, Amsterdam, vol. 44, p. 93-107.